# Никогда не разговаривай с незнакомцами
«Никогда не разговаривай с незнакомцами» (англ. Never Talk To Strangers) — американский кинофильм, триллер с элементами эротики.
Съёмки проводились в Будапеште и Торонто.
Теглайн: In A World Where Love Isn’t Always Safe, Trust Can Be Deadly (рус. «В мире, где любовь не всегда безопасна, доверие может быть смертельно»).

## Сюжет
Это кино о Саре Тейлор, полицейском психологе, которая встречает Тони Рамиреса, загадочного мужчину, и влюбляется в него. В результате в её жизни возникают анонимные телефонные звонки, пугающие сюрпризы (засушенные цветы, собственный некролог в газете, убитая кошка) и грозные предупреждения («угадай, кто следующая»). Кто-то явно запугивает Сару.
Подопечный Сары, Макс Чески, обвиняемый в изнасиловании, страдает психическим расстройством (возможно, шизофренией или раздвоением личности). Сара пытается использовать это для его защиты.
На протяжении фильма происходят постоянные конфликты Тони, Сары и её друга Клиффа, а потом бурные и сексуальные примирения.
В воспоминаниях Сары постепенно вырисовывается сцена из её прошлого — её отец заставил Сару убить свою мать (неизвестно, правда ли это, но в фильме фигурируют вырезки из газеты с заголовком «Маленькая девочка убивает свою мать»). Постепенно выясняется, что и сама Сара страдает раздвоением личности — она сама себя преследует. В итоге Сара убивает Тони и своего отца, однако представляет это как самозащиту (мол, Тони застрелил Генри, а Сара в ответ убила Тони) и избегает тюрьмы.
В конце фильма Сара выступает с докладом о природе раздвоения личности Макса Чески. Однако все слова применимы и к ней самой.

## В ролях
- Ребекка Де Морнэй — Сара Тейлор, полицейский психолог
- Антонио Бандерас — Тони Рамирес, продавец охранных систем, прошлые профессии: полицейский, охранник
- Деннис Миллер — Клифф Рэддисон, близкий друг Сары
- Len Cariou — Генри Тэйлор, отец Сары
- Гарри Дин Стэнтон — Макс Чески, арестованный, клиент Сары
- Eugene Lipinski — Dudakoff
- Martha Burns — Maura
- Beau Starr — Grogan
- Phillip Jarrett — Spatz
- Tim Kelleher — Wabash
- Emma Corosky — Сара в молодости
- Susan Coyne — Элисон, мать Сары (в воспоминаниях)
- Joseph R. Gannascoli — владелец тира
- Reg Dreger — Flight Attendant
- Frances Hyland — Mrs. Slotnick